# Handvolt

En handvolt bakåt, även kallad flickis/flickflack.

Handvolt är en voltvändning från handstående till fotstående. Det finns två varianter: handvolt framåt och handvolt bakåt (vanligtvis kallad flickis eller flickflack). Handvolter förekommer inom gymnastik och inom vissa akrobatiska kampsporter och dansstilar. Handvolt utförs ofta på tumblingmatta och som en del av ett framåtvarv till exempel handvolt-frivolt.